# Condado de Southampton
O Condado de Southampton é um dos 95 condados do estado americano de Virgínia. A sede do condado é Courtland, e sua maior cidade é Courtland. O condado possui uma área de 1 560 km² (dos quais 7 km² estão cobertos por água), uma população de 17 482 habitantes, e uma densidade populacional de 11 hab/km² (segundo o censo nacional de 2000). O condado foi fundado em 1749.